# Gunnar Ekeroth
Gunnar Ekeroth, född den 16 september 1886 i Stockholm, död den 16 juli 1949 i Göteborg, var en svensk militär.
Ekeroth blev underlöjtnant vid Wendes artilleriregemente 1909 och löjtnant där 1913. Han genomgick Artilleri- och ingenjörhögskolans högre kurs 1912–1914 och var artilleristabsofficer 1919–1926. Ekeroth befordrades till kapten 1924 och blev adjutant hos kronprinsen 1927. Han blev major vid Bodens artilleriregemente 1933 och vid Svea artilleriregemente 1936. Ekeroth befordrades till överstelöjtnant 1936 och till överste i armén 1940. Han övergick på reservstat 1941 och var tillförordnad chef för Svea artilleriregemente samma år. Ekeroth var överste och chef för Göta artilleriregemente 1943–1946. Han blev riddare av Svärdsorden 1930, kommendör av andra klassen av samma orden 1944 och kommendör av första klassen 1946.